# Trận Nashville
Trận Nashville là một trận đánh lớn xảy ra trong hai ngày 15 và 16 tháng 12 năm 1864, nằm trong khuôn khổ chiến dịch Franklin-Nashville, là mốc đánh dấu sự kết thúc của các hoạt động quân sự quy mô lớn tại Mặt trận miền Tây của Nội chiến Hoa Kỳ. Quân Liên bang miền Bắc của thiếu tướng George H. Thomas đã đánh tan tác binh đoàn Tennessee của Liên minh miền Nam do trung tướng John B. Hood chỉ huy tại Nashville, Tennessee. Quân miền Nam phải bỏ chạy toán loạn khỏi chiến địa. Với đại thắng này, Thomas đã kết liễu được nguy cơ quân miền Nam tiến công vào đất Bắc thêm một lần nữa, và trận thua lớn là lần duy nhất mà quân miền Nam thực sự tan tác trong cuộc chiến. Ông thắng lớn hơn cả sự kỳ vọng của Tổng thống Abraham Lincoln và Tướng Tư lệnh Ulysses S. Grant vào ông, và qua đó ông trở nên một trong những vị danh tướng xuất sắc nhất của Liên bang miền Bắc thời Nội chiến Hoa Kỳ. Bằng thắng lợi toàn diện này - nằm trong loạt trận thắng của họ trong thời điểm ấy, quân miền Bắc đã nắm được trong tay rất nhiều chiến lợi phẩm. Đây là một trong những thắng lợi lớn nhất của phe miền Bắc trong cuộc Nội chiến (thậm chí có ý kiến còn xem trận này là thắng lợi quyết định hơn cả của cuộc chiến này), sau trận này, Binh đoàn Tennessee của miền Nam hầu như hoàn toàn tan rã, và từ đó trở đi Mặt trận miền Tây không còn trận đánh lớn nào khác. Do đó, không chỉ là trận thắng quyết định chấm dứt thắng lợi Chiến dịch Franklin-Nashville cho phe miền Bắc, trận thắng to tại Nashville đã góp phần không nhỏ tới chiến thắng của phe Liên bang trong cả cuộc Nội chiến.
Với chiến thắng lẫy lừng trong trận đánh Nashville, Thiếu tướng Thomas đã được Quốc hội Hoa Kỳ vinh danh. Là sự tận diệt binh lực Binh đoàn Tennessee của miền Nam, công tích này của ông đã từng được đánh giá là chiến thắng quyết định thứ hai trong suốt bề dày lịch sử nhân loại, chỉ sau có mỗi trận Austerlitz huy hoàng (1805) của Hoàng đế Napoléon Bonaparte nước Pháp.